# (5484) Inoda
(5484) Inoda ist ein Asteroid des Hauptgürtels, der am 7. November 1990 vom japanischen Amateurastronomen Takeshi Urata an der Oohira Station des Nihondaira-Observatoriums (IAU-Code 385) entdeckt wurde.
Der Asteroid wurde nach dem japanischen Astronomen und Kollegen des Entdeckers Shigeru Inoda benannt, mit dem zusammen er 16 Asteroiden entdeckte.